# Червлённо-Узловское сельское поселение
Червлённо-Узловское се́льское поселе́ние — муниципальное образование в Шелковском районе Чечни Российской Федерации.
Административный центр — станица Червлённая-Узловая.

## История
Статус и границы сельского поселения установлены Законом Чеченской Республики от 14 июля 2008 года № 42-РЗ «Об образовании муниципального образования Шелковской район и муниципальных образований, входящих в его состав, установлении их границ и наделении их соответствующим статусом муниципального района и сельского поселения».

## Население
| 2010  | 2012  | 2013  | 2014  | 2015  | 2016  | 2017  |
| ----- | ----- | ----- | ----- | ----- | ----- | ----- |
| 1244  | ↗1288 | ↗1310 | ↗1318 | ↗1342 | ↗1363 | ↗1398 |
| 2018  | 2019  | 2020  | 2021  | 2023  | 2024  |       |
| ↗1405 | ↘1387 | ↗1389 | ↗1503 | →1503 | ↗1592 |       |

## Состав сельского поселения
| № | Населённый пункт   | Тип населённого пункта | Население |
| - | ------------------ | ---------------------- | --------- |
| 1 | Червлённая-Узловая | станица                | ↗1592     |